# 1997 AW3
1997 AW3 är en asteroid i huvudbältet som upptäcktes den 6 januari 1997 av den japanska astronomen Takao Kobayashi vid Ōizumi-observatoriet.